# Boca do Lixo
Le Boca do Lixo, soit la « bouche à ordures » en français, est un ancien quartier du centre-ville de São Paulo, au Brésil, qui correspond peu ou prou à l'actuel quartier de Cracolândia. 
Le Boca do Lixo est lié à l'histoire du cinéma brésilien, puisqu'il fut le lieu où s'installèrent différents studios de cinéma des années 1920 aux années 1980. Il est fortement associé au cinema marginal, courant de cinéma brésilien apparu à partir des années 1960, durant la période de la dictature militaire, puis aux pornochanchadas, comédies érotiques à petit budget très en vogue dans les années 1970.